# Filosemitism

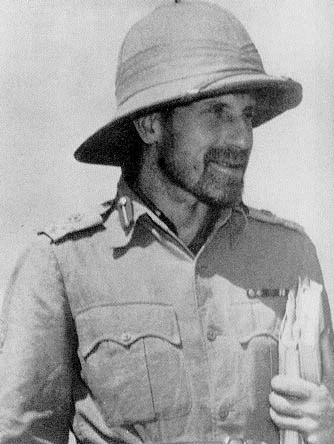
Orde Wingate, un celebru sionist creștin și erou al Yishuv, iubit de liderii militari care au fost instruiți de el precum Zvi Brenner și Moshe Dayan, care a susținut că Wingate „ne-a învățat tot ce știm”

Filosemitismul sau iudeofilia este o atitudine de respect și apreciere față de poporul evreu, de istoria lui și de influența iudaismului, manifestat în special de persoane de alte origini etnice.
În cadrul comunității evreiești, filosemitismul reprezintă un interes față de cultura evreiască și o iubire pentru lucrurile considerate evreiești.

## Privire de ansamblu
Conceptul de filosemitism nu este nou și a fost dezvoltat, fără îndoială, de către gânditorii din secolul al XIX-lea precum filozoful german Friedrich Nietzsche, care s-a descris pe sine ca un „anti-antisemit”,  deși el a criticat, de asemenea, poporul evreu pentru rolul lor istoric în formarea moralității moderne. În prezent, el desemnează un interes față de cultura și istoria evreiască și se manifestă, de asemenea, prin creșterea numărului de studenți neevrei la cursuri universitare de iudaism, limba ebraică și civilizație evreiască.
Filosemitismul a avut parte de o reacție mixtă din partea comunității evreiești. Unii s-au bucurat de acest interes și au susținut că ar trebui să-i determine pe evrei să-și reconsidere identitatea lor. Alții,  invocând statutul special pe care-l conferă evreilor la fel ca și antisemitismul, l-au respins ca fiind contrar scopului mișcării sioniste de a face ca națiunea evreiască să fie „o națiune ca toate celelalte națiunile”.
Filosemitismul este o expresie a unui fenomenului mai larg al alofiliei, ce reprezintă admirația pentru culturi străine așa cum este întruchipată de anglofilie și de francofilie. Creșterea filosemitismului i-a determinat, de asemenea, pe unii să reconsidere istoria evreilor, iar ei susțin că, în timp ce antisemitismul trebuie să fie recunoscut, este greșit să fie redusă istoria poporului evreu doar la suferințe (așa cum a fost promovată de unii filosemiți bine intenționați).
Chiar dacă un neevreu nu este necesar pentru a converti la Iudaism sau poate fi chiar contraindicate face acest lucru, Halaha (legea religioasă evreiască) cere ca toți neevreii să respecte anumite porunci. Acestea sunt cele Șapte Legi ale lui Noe, iar neamurile care acceptă cele Șapte Legi în interpretarea lor tradițională sunt identificate ca noahide.
În istorie, un exemplu notabil de filosemitism este cel al regelui polon Cazimir al III-lea cel Mare. În timp ce emanciparea evreilor a început în alte țări abia pe la sfârșitul anilor 1700, evreilor din Polonia li s-au acordat libertatea cultului, a comerțului și a călătoriilor în 1264 de către Boleslav cel Pios. În 1334 evreii persecutați în Europa au fost invitați de regele Cazimir cel Mare să vină în Polonia, promițându-le că vor fi protejați ca fiind „oamenii regelui”. În secolul al XV-lea mai mult de jumătate din diaspora evreiască trăia în Polonia, care și-a păstrat statutul de principal centru al evreilor așkenazi până la Holocaust.

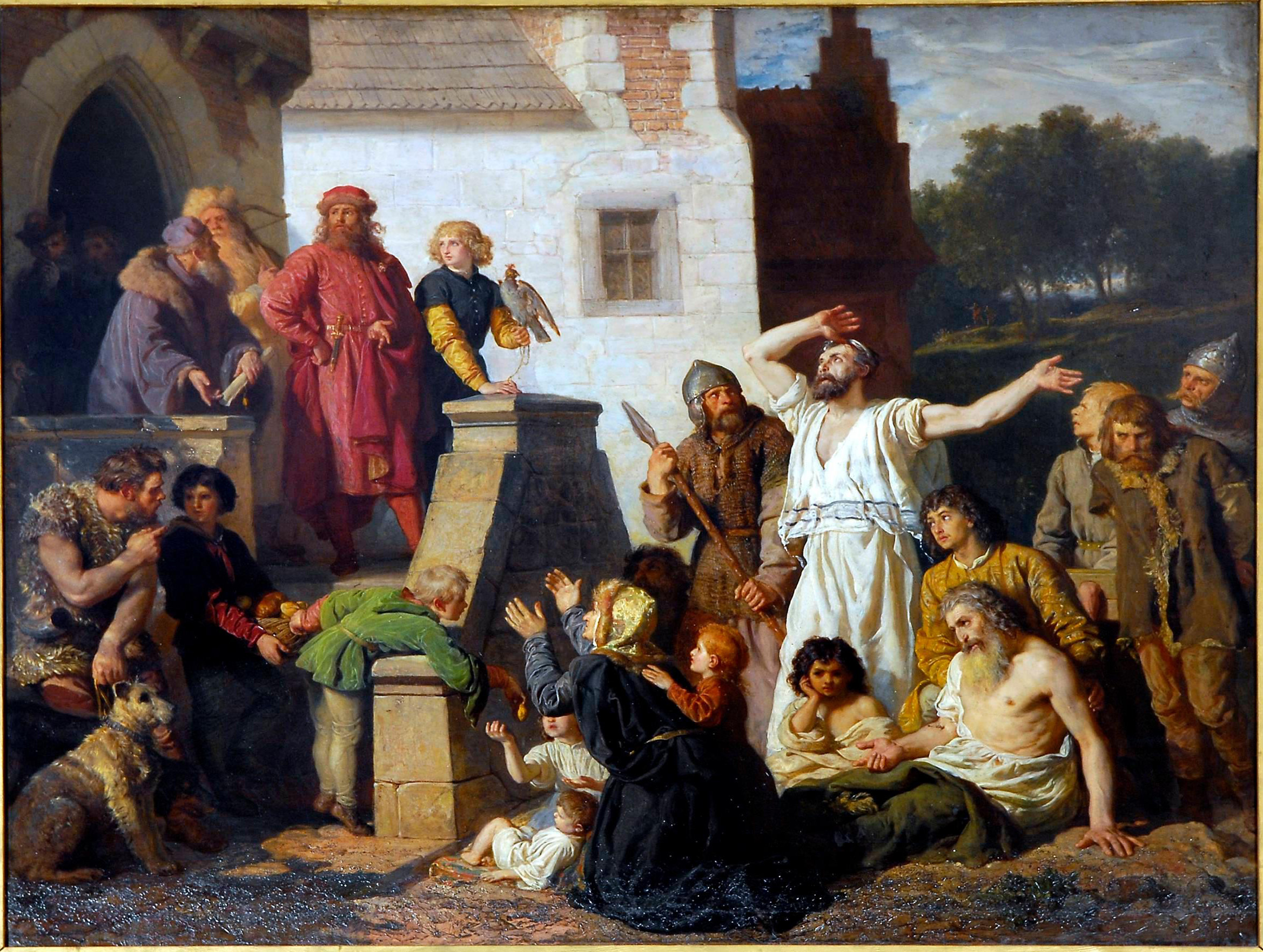
Wojciech Gerson, Cazimir cel Mare și evreii

Foarte puțini evrei trăiesc în țările din Asia de Est, dar evreii sunt priviți într-o lumină deosebit de pozitivă în unele dintre ele, în principal datorită suferințelor trăite în timpul celui de-al Doilea Război Mondial. Printre aceste țări se numără Coreea de Sud și China. În general, evreii sunt considerați în mod stereotip ca negustori pricepuți și atașați către valorile și responsabilitățile familiale, în timp ce în lumea occidentală, prima dintre cele două calități menționate mai sus este adesea interpretată negativ ca fiind echivalentă cu viclenia și lăcomia. În școlile primare sud-coreene Talmudul este o lectură obligatorie. În timpul celui de-al Doilea Război Mondial, Japonia a făcut eforturi să-i ajute pe evrei să scape din mâinile naziștilor, în ciuda faptului că această țară făcea parte din Axa Berlin-Roma-Tokio. Diplomatul japonez Chiune Sugihara a facilitat fuga a peste 6.000 de refugiați Evrei către Japonia, riscându-și cariera și viața sa și a membrilor familiei sale; în 1985, el a fost onorat de statul Israel ca Drepț între popoare. Sondajele anuale făcute de ADL în mai multe țări au demonstrat în mod constant niveluri foarte scăzute de antisemitism în Asia de Sud-Est, existând doar la niveluri minime (sutimi de procente, adică 0,02% în 2014) în Laos. Aceste sondaje au arătat că India are un nivel scăzut de antisemitism și arată un sprijin relativ puternic pentru Israel, la un nivel de 55-65%, depășind Statele Unite ale Americii în ceea ce privește acest ultim aspect.
Cântăreața americană Madonna s-a numit odată „ambasadoare a iudaismului” în timpul unei întâlniri cu primul ministru al Israelului, Shimon Peres, unde au făcut schimb de cadouri, Madonna oferindu-i un volum din Zohar cu dedicația „Lui Shimon Peres, omul pe care îl admir și îl iubesc, Madonna”. Deși nu practică iudaismul, ea a studiat Cabala, i-a oferit fiului ei un bar mițva și a luat un nume ebraic: Esther (אסתר).
Controversatul termen „filosemitism” a avut un sens peiorativ în Germania pentru a descrie discriminările pozitive la adresa evreilor; cu alte cuvinte un filosemit este un „iubitor de evrei” sau un „prieten al evreilor”.